# صوت (بودكاست)
صَوْت ههي مؤسسة إعلامية مستقلة تنتج محتوى صوتي عربي، مقرّها عمّان، الأردن. أطلقها حازم زريقات وطارق زريقات ورمزي تسدل عام 2017. تنتج صوت برامج بودكاست ذات طابع سياسي واجتماعي وثقافي. ومن أشهر برامجها برامج «عيب» و «دُم تَك».

## تاريخ المؤسسة
بدأت صوت في أوائل عام 2010 كمنصة للتواصل الاجتماعي حيث يشارك مستخدميها مقاطع صوتية في صفحة عامة. لم تحصل المنصة على اهتمام كافٍ وفي 2017 حين انضم رمزي تسدل كمدير مشارك، تحوّلت صوت إلى شبكة بودكاست. تنتج صوت محتواها بدعم من المنح المالية من منظمات محلية ودولية.

## البرامج
تنتج صوت حالياً البرامج التالية، ويندرج معظمها تحت فئة السرد القصصي:
- عيب: بودكاست يتطرق لقضايا اجتماعية وثقافية ودينية جدلية في المجتمعات العربية كالطلاق والمثلية الجنسية والعنف الجنسي.
- دُم تَك: رحلة صوتيّة توثيقيّة للموسيقى على اختلافها وتنوّعها في المنطقة العربيّة.
- مساحة: يتيح المساحة لمجموعة من الناشطين والناشطات من البلدان العربية لنقاش التحديات والاستراتيجيات والحلول للمشاكل الاقتصادية والاجتماعية من منظور نسوي.
- البرلمان: بودكاست يناقش قضايا محلية ويدير الحوار ما بين العامة ومجلس النواب الأردني.
- رزان: يتتبّع سيرة الحرب الأهلية في سوريا عبر سيرة رزان زيتونة المحامية، والناشطة، والمناضلة.
- الدين والدولة: يبحث هذا البودكاست بعمق في العلاقة الفلسفية بين الدين والدولة في المنطقة العربية من خلال البحث في العديد من الأفكار مثل العلمانية والديمقراطية والدين.
- خرائط اللامكان: يروي برنامج خرائط اللامكان قصص فاقدي الجنسية في الوطن العربي.
- يا رايح: عن قصص مهاجرين عرب من الجزائر ولبنان والأردن تركوا بلادهم وخاضوا تجربة الهجرة.
- ما العمل: يروي قصصًا توصّف واقع آلاف الناس الذين يخوضون معارك عديدة أثناء عملهم يوميًّا بما فيهم العمّال المهاجرين والمحلّيّين.
- علي القادري: بودكاست يحاور المفكر علي القادري، الباحث الرئيسي بجامعة سنغافورة الوطنية والباحث الزائر بقسم التنمية الدولية بمدرسة لندن للاقتصاد، والمتخصص في قضايا التنمية في الشرق الأوسط والعالم الثالث.
- بودكاست المُستجَد: برنامج إخباري يقدّم حلقة جديدة أسبوعياً، عن خبرٍ واحدٍ قد استجدّ والبحث عن الجانب المشرق في التفاصيل.
- ماتريوشكا: بودكاست يغطي قصصا في عوالم من نوع آخر.
- منبِت: يسرد بودكاست «مَنبت» المعرفي قصصاً من العلوم الإنسانية والاجتماعية
- مَد وجزر: بودكاست «مد وجزر»  يسرد قصة بيئتنا وتقاطع التغير المناخي والاحتباس الحراري مع حياتنا اليومية وخصوصية منطقتنا العربية
- إندِميديا: بودكاست «إندِميديا» يحاور صحافيّين وقائمين على منصّات إعلاميّة عربيّة حول التطوّرات التي تشهدها الصحافة.
- Visualizing Conflict: ينظر هذا البودكاست إلى أهمية الصور في مناطق النزاعات وكيف تستخدم المؤسسات الصحفية الصور من منصات التواصل الاجتماعي، ومن الصحفيين المحليين والعالميين.